# Rhabdatomis laudamia
Rhabdatomis laudamia là một loài bướm đêm thuộc phân họ Arctiinae, họ Erebidae.